# Udeme Ekpeyong
Udeme Sam Ekpeyong ou Ekpenyong (né le 28 mars 1973) est un athlète nigérian spécialiste du 400 mètres. Il remporte sa seule médaille mondiale lors d'un relais 4 × 400 mètres.

## Carrière

### Palmarès
| Date | Compétition            | Lieu      | Résultat | Épreuve   | Performance   |
| ---- | ---------------------- | --------- | -------- | --------- | ------------- |
| 1992 | Jeux olympiques d'été  | Barcelone | 5e       | 4 x 400 m | 3 min 01 s 71 |
| 1993 | Championnats d'Afrique | Durban    | 2e       | 4 x 400 m | 3 min 06 s 03 |
| 1995 | Championnats du monde  | Göteborg  | 3e       | 4 x 400 m | 3 min 03 s 18 |

### Records
| Épreuve    | Performance | Lieu   | Date        |
| ---------- | ----------- | ------ | ----------- |
| 400 mètres | 45 s 26     | Odessa | 21 mai 1994 |